# Jesper Karlsson
Karl Jesper Karlsson (* 25. Juli 1998 in Falkenberg) ist ein schwedischer Fußballspieler, der aktuell beim FC Bologna unter Vertrag steht.

## Karriere

### Verein
Der in Falkenberg geborene Jesper Karlsson begann seine fußballerische Ausbildung im Alter von vier Jahren beim lokalen IF Böljan. Im Frühjahr 2015 wechselte er in die Jugendakademie des Falkenbergs FF, wo er bereits im Herbst desselben Jahres einen professionellen Vertrag unterzeichnete. Sein Debüt in der höchsten schwedischen Spielklasse gab er am 3. April 2016 (1. Spieltag) bei der 0:2-Heimniederlage gegen den IFK Göteborg, als er in der 79. Spielminute für Akseli Pelvas eingewechselt wurde. Seine ersten beiden Ligatore gelangen dem Stürmer am 17. Juli (14. Spieltag) beim 3:3-Unentschieden gegen den Hammarby IF. In den darauffolgenden Wochen etablierte er sich als Stammkraft beim abstiegsbedrohten Verein. Mit sieben Toren in 26 Ligaeinsätzen galt der junge Karlsson als einer der wenigen Lichtblicke von Falkenbergs in dieser Saison 2016, die für den Verein letztlich mit der Relegation als Tabellenletzter endete.
Am 2. Dezember 2016 wurde sein Wechsel zum Erstligisten IF Elfsborg bekanntgegeben. Sein Ligadebüt bestritt er am 16. April 2017 (3. Spieltag) bei der 0:3-Auswärtsniederlage gegen den Djurgårdens IF, bei dem er in der 78. Spielminute für Daniel Gustavsson in die Partie gebracht wurde. In seinem ersten Spieljahr 2017 absolvierte er 14 Ligaspiele, in denen er jedoch keinen Torerfolg verbuchen konnte. Auch in der nächsten Spielzeit 2018 schaffte er den Durchbruch nicht und in 22 Ligaeinsätzen erzielte er erneut kein Tor. Am 15. Mai 2019 (9. Spieltag) gelang ihm beim 1:0-Heimsieg gegen den AFC Eskilstuna sein erstes Ligator für die Eleganterna. Spätestens in der Rückrunde entwickelte er sich endgültig zum Stammspieler und diese Saison 2019 schloss er mit acht Treffern und sechs Vorlagen in 25 Ligaeinsätzen ab. Seine aufsteigende Form setzte sich im nächsten Spieljahr 2020 fort. Im Sommer 2020 traf er in sieben aufeinanderfolgenden Ligaspielen und bis Ende September 2020 kam er in 22 Ligaeinsätzen auf elf Tore und fünf Assists.
Am 11. September 2020 unterzeichnete Jesper Karlsson einen Fünfjahresvertrag beim niederländischen Ehrendivisionär AZ Alkmaar. Die beiden Vereine verständigten sich im Zuge des Transfers darauf, dass er bis zum 28. September 2020 beim IF Elfsborg blieb. Am 4. Oktober 2020 (4. Spieltag) gab er beim 4:4-Unentschieden gegen Sparta Rotterdam sein Ligadebüt für AZ, in dem er zwei Tore vorbereiten konnte. Zwei Wochen später markierte er beim 2:2 gegen die VVV-Venlo sein erstes Tor.
Im August 2023 wechselte Karlsson nach Italien zum FC Bologna. Von Januar 2025 bis Juni 2025 spielte er leihweise für die US Lecce.

### Nationalmannschaft
Mit der schwedischen U19-Nationalmannschaft nahm Jesper Karlsson an der U19-Europameisterschaft 2017 in Georgien teil, wo er in allen drei Gruppenspielen zum Einsatz kam und ein Tor erzielte.
Am 9. Januar 2020 debütierte Karlsson beim 1:0-Testspielsieg gegen Moldawien für die A-Nationalmannschaft. Für die EM 2021 wurde er nicht nominiert.